# Джонс, Ховард (английский музыкант)
Джон Хо́вард Джонс (англ. John Howard Jones; род. 23 февраля 1955 года в Саутгемптоне, Хэмпшир, Англия) — британский музыкант, певец и композитор.
Согласно «Книге Гиннесса британских хит-синглов и альбомов»: «Ховард Джонс — творчески состоявшийся певец-композитор со своим особым пониманием синт-попа, постоянно гостивший в чартах в середине 80-х годов. Джонс был не менее популярен и в США и принимал участие в акции Лайв эйд.» Журналист Стивен Томас Эрлуайн добавляет: «Джонс был одной из определяющих фигур синт-попа 80-х. Его музыка представляет собой сплав высокотехнологичного интенсивного звучания
новой волны, беззаботности и оптимизма культуры хиппи и поп-музыки конца 60-х годов».

## Биография

### Ранние годы
Ховард Джонс и его три брата, Рой, Мартин и Пол — все являются музыкантами. В конце 70-х и начале 80-х годов они были участниками группы Red Beat. Будучи валлийцами по происхождению, братья провели свои ранние годы в Кардиффе, Южный Уэльс. Там они закончили начальную и среднюю школу; позже проходили обучение в школе (Royal Grammar School) Хай-Уикома, в Бакингемшире.
Ховард Джонс начал обучаться игре на фортепиано, когда ему исполнилось шесть лет. Через четыре года его семья переехала в Канаду; там он присоединился к группе прогрессивного рока Warrior. Однако вскоре Джонс возвратился в Великобританию и поступил в музыкальный колледж в Манчестере, который он посещал в течение года.

### Начало сольной карьеры
Ранняя карьера Джонса начиналась с сотрудничества с поэтом Билли Брайантом, с которым он познакомился через своих братьев. Брайант является соавтором многих композиций первого альбома Джонса Human’s Lib, таких, как «Conditioning», "What Is Love", «Hunt the Self», «Equality», «Natural» and «Humans Lib».
Джонс в качестве соло-исполнителя появился впервые на сценах Хай-Вайкомба; вскоре он пригласил для совместного выступления артиста пантомимы Джеда Хойла, который показывал хореографическую импровизацию под музыку. В 1983 Джонс пригласил представителей звукозаписи на свой концерт в клубе «Марки» в Лондоне.
После удачного выступления на Би-би-си рейдио 1 выступал на одних подмостках с China Crisis и OMD и летом 1983 получил контракт с компанией WEA в Великобритании и Elektra в США.

### На пике популярности
Его первый сингл «New Song» был выпущен в сентябре 1983 и вошёл в топ-40 чарта Великобритании и топ-30 чарта США.
В октябре 1983 Ховард Джонс дебютировал в программе «Топ-ов-зе-попс» на канале Би-би-си, которую он сам посмотрел в записи по телевизору, взятому напрокат (подставкой для него служила гладильная доска). После просмотра передачи он отправился на свой концерт в Кентском университете.
Ховард Джонс в течение следующих двенадцати месяцев выдал ещё четыре хит-сингла и Human’s Lib, альбом номер 1 в Великобритании. Благодаря частому показу видеоклипов Джонса на Эм-ти-ви альбом также стал умеренным хитом в США. Позже, в 1984 году, синглы «New Song» и «What Is Love» стал американскими хитами топа-40, сингл «Pearl in the Shell» стал третьей композицией певца, попавшей в топ-10 Великобритании. Human’s Lib был сертифицирован как «золотой диск» и «платиновый диск» во многих странах мира.
В 1985 году Ховард Джонс выпустил свой второй альбом — Dream into Action, который был записан при участии певиц группы Afrodiziak в качестве бэк-вокалисток. Один из синглов, «No One Is to Blame», он позже записал ещё один раз — с Филом Коллинзом за ударной установкой и в роли продюсера. Dream into Action стал международным хитом и самым популярным альбомом Ховарда Джонса. Он попал на 2-е место чарта Великобритании и на 10-е место в США (став «платиновым» диском). В июле 1985 Джонс выступил на стадионе «Уэмбли» в концерте международной благотворительной акции «Лайв эйд», исполнив композицию "Hide and Seek". После этого он отправился с гастролями в Японию, Австралию и США.

## Дискография

### Студийные альбомы
1. 1984 Human’s Lib
2. 1985 Dream into Action
3. 1986 One to One
4. 1989 Cross That Line
5. 1992 In the Running
6. 1994 Working in the Backroom
7. 1997 Angels & Lovers
8. 1998 People
9. 2005 Revolution of the Heart
10. 2009 Ordinary Heroes
11. 2015 Engine
12. 2019 Transform

### Синглы
| Год  | Название                          | Альбом | Место в чарте  | Место в чарте | Место в чарте | Место в чарте  | Место в чарте | Место в чарте | Место в чарте | Место в чарте |
| Год  | Название                          | Альбом | Великобритания | США           | США, Совр.рок | США, Мейнстрим | США, Данс     | ФРГ           | Австралия     | Италия        |
| ---- | --------------------------------- | --- | -------------- | ------------- | ------------- | -------------- | ------------- | ------------- | ------------- | ------------- |
| 1983 | „New Song“                        | Human’s Lib | 3              | 27            | -             | -              | -             | 19            | 60            |               |
| 1983 | „What Is Love?“                   | Human’s Lib | 2              | 33            | -             | -              | -             | 6             | 31            | 17            |
| 1984 | „Hide and Seek“                   | Human’s Lib | 12             | -             | -             | -              | -             | 38            | -             |               |
| 1984 | „Pearl in the Shell“              | Human’s Lib | 7              | -             | -             | -              | -             | 60            | -             |               |
| 1984 | „Like to Get to Know You Well“    | The 12» Album (UK); Dream into Action (U.S.)                                                                       | 4              | 49            | -             | -              | -             | 56            | 16            | 15            |
| 1985 | «Things Can Only Get Better»      | Dream into Action                                                                                                  | 6              | 5             | -             | 21             | 10            | -             | 11            | 13            |
| 1985 | «Look Mama»                       | Dream into Action                                                                                                  | 10             | -             | -             | -              | -             | 24            | 20            | 6             |
| 1985 | «Life In One Day»                 | Dream into Action                                                                                                  | 14             | 19            | -             | 36             | -             | -             | 33            | 27            |
| 1985 | «No One Is to Blame»              | Re-recording of a song from Dream into Action. A non-LP single in the UK; found on Action Replay in US and Canada. | 16             | 4             | -             | 20             | -             | -             | 9             | 21            |
| 1986 | «All I Want»                      | One to One | 35             | 76            | -             | -              | -             | -             | 83            | 26            |
| 1986 | «You Know I Love You… Don’t You?» | One to One | 43             | 17            | -             | -              | -             | -             | 61            |               |
| 1986 | «Will You Still Be There»         | One to One | -              | -             | -             | -              | -             | -             | -             |               |
| 1987 | «Little Bit of Snow»              | One to One | 70             | -             | -             | -              | -             | -             | -             |               |
| 1989 | «Everlasting Love»                | Cross That Line | 62             | 12            | 19            | -              | -             | -             | -             |               |
| 1989 | «The Prisoner»                    | Cross That Line | 98             | 30            | 24            | -              | -             | -             | -             |               |
| 1992 | «Lift Me Up»                      | In the Running | 52             | 32            | -             | -              | -             | -             | -             |               |
| 1992 | «Two Souls»                       | In the Running | -              | -             | -             | -              | -             | 53            | -             |               |
| 1992 | «Tears To Tell»                   | In the Running | -              | -             | -             | -              | -             | -             | -             |               |
| 1993 | «I.G.Y. (What a Beautiful World)» | The Best of Howard Jones                                                                                           | -              | -             | -             | -              | -             | 52            | -             |               |
| 1997 | «Angels & Lovers»                 | Angels & Lovers | -              | -             | -             | -              | -             | -             | -             |               |
| 1997 | «Dreamin' On»                     | People (UK); Angels & Lovers (Japan)                                                                               | -              | -             | -             | -              | -             | -             | -             |               |
| 1998 | «Tomorrow Is Now»                 | People | -              | -             | -             | -              | -             | -             | -             |               |
| 1998 | «Let the People Have Their Say»   | People | -              | -             | -             | -              | -             | 85            | -             |               |
| 2000 | «No One Is To Blame» (Live)       | Perform.00 | -              | -             | -             | -              | -             | 99            | -             |               |
| 2000 | «Someone You Need»                | Perform.00 | -              | -             | -             | -              | -             | -             | -             |               |
| 2001 | «Everlasting Love (live)»         | Metamorphosis | -              | -             | -             | -              | -             | -             | -             |               |
| 2003 | «Revolution of the Heart»         | The Very Best of Howard Jones                                                                                      | -              | -             | -             | -              | -             | -             | -             |               |
| 2005 | «Just Look At You Now»            | Revolution of the Heart                                                                                            | -              | -             | -             | -              | 35            | -             | -             |               |
| 2006 | «Building Our Own Future»         | Podcast only | -              | -             | -             | -              | -             | -             | -             |               |
| 2009 | «Soon You’ll Go»                  | Ordinary Heroes | -              | -             | -             | -              | -             | -             | -             |               |